# Wollemiaster cordatus
 Wollemiaster cordatus  (Lander) G.L.Nesom, 2020  è una specie di piante angiosperme dicotiledoni della famiglia delle Asteraceae, sottofamiglia Asteroideae,  tribù Astereae (Aster lineage) e sottotribù Brachyscominae.  Wollemiaster cordatus è anche l'unica specie del genere  Wollemiaster   G.L.Nesom, 2020.

## Etimologia
Il nome scientifico della specie è stato definito dai botanici Nicholas Sean Lander (1948-) e Guy L. Nesom (1945-) nella pubblicazione " Phytoneuron. Digital Publications in Plant Biology" ( Phytoneuron 2020-65: 70) del 2020. Il nome scientifico del genere è stato definito nella stessa pubblicazione.

## Descrizione
Portamento. La specie di questa voce ha un habitus di tipo arbustivo aromatico. Le superfici sono densamente stipitato-ghiandolari con peli biseriati o uniseriati, eretti, non ghiandolosi e peli uniseriati appressati con una cellula apicale lunga e flessuosa.
Fusto. La parte aerea è eretta, semplice o ramosa. Altezza media: 1 - 2 metri.
Foglie. Le foglie, cauline, sono disposte in modo alternato e sessile. La lamina è semplice con forme da lineari-oblunghe a lanceolate-oblunghe e base allargata. I margini sono interi e revoluti. Dimensione delle foglie: lunghezza 2,5-4 cm; larghezza 4-8 mm.
Infiorescenza. Le sinflorescenze sono sia scapose (capolini solitari) che composte da pochi capolini. Le infiorescenze vere e proprie sono composte da un capolino terminale/ascellare peduncolato di tipo radiato con fiori eterogami. I capolini sono formati da un involucro, con forme campanulate, composto da diverse brattee, al cui interno un ricettacolo fa da base ai fiori di due tipi: fiori del raggio e fiori del disco. Le brattee, lanceolate, non carenate e a consistenza erbacea, sono disposte in modo più o meno embricato su 3 - 4 serie. Il ricettacolo in genere è nudo ossia senza pagliette a protezione della base dei fiori; la forma varia da piana a conica. Larghezza degli involucri: 8-9 mm.
Fiori.  I fiori sono tetra-ciclici (formati cioè da 4 verticilli: calice – corolla – androceo – gineceo) e pentameri (calice e corolla formati da 5 elementi). Si distinguono in:
- fiori del raggio (esterni) da 12 a 18 per capolino: sono femminili e sono disposti su una sola serie; la forma è ligulata (zigomorfa); le ligule sono lunghe 12 mm e si avvolgoo a maturità;
- fiori del disco (centrali): sono più numerosi con forme brevemente tubulose (attinomorfe); sono ermafroditi: le corolle sono lunghe 4-5 mm.

- Formula fiorale:

*/x K {\displaystyle \infty }, [C (5), A (5)], G 2 (infero), achenio
- Calice: i sepali del calice sono ridotti ad una coroncina di squame.
- Corolla: la forma della corolla alla base è più o meno imbutiforme, mentre all'apice è ligulata a 5 (raramente 3) denti (i fiori del raggio) o brevemente tubolare con 5 (raramente 4) lobi (i fiori del disco); i lobi, patenti o eretti, hanno una forma deltata o più o meno lanceolata. I colori della corolla sono giallo (i fiori del disco) e violaceo, bianco o blu (i fiori del raggio).
- Androceo: l'androceo è formato da 5 stami sorretti da filamenti generalmente liberi; gli stami sono connati e formano un manicotto circondante lo stilo; le teche (produttrici del polline) alla base sono troncate e sono lievemente auricolate (molto raramente sono speronate o hanno una coda); le appendici apicali delle antere hanno delle forme piatte e lanceolate; il tessuto endoteciale (rivestimento interno dell'antera) è quasi sempre polarizzato (con due superfici distinte: una verso l'esterno e una verso l'interno). Il polline è sferico con un diametro medio di circa 25 micron;  è tricolporato (con tre aperture sia di tipo a fessura che tipo isodiametrica o poro) ed è echinato (con punte sporgenti).[8][11]
- Gineceo: l'ovario è infero uniloculare formato da 2 carpelli.[4] Lo stilo (il recettore del polline) è profondamente bifido (con due stigmi divergenti) e con le linee stigmatiche marginali separate.[12] I due bracci dello stilo hanno una forma deltoide e sono papillosi o ricoperti da ciuffi di peli.

Frutti. I frutti sono degli acheni con un scarso pappo; in alcune specie è presente un certo dimorfismo (gli acheni dei fiori del raggio differiscono dagli acheni dei fiori del disco);
- achenio: gli acheni, con forme oblunghe, sono lateralmente compressi (piatti) con 6 nervature laterali; la superficie è strigosa priva di ghiandole; la parete dell'achenio è formata da celle contenenti rafidi  ma prive di fitomelanina; il carpoforo normalmente è anulare; sono presenti setole con punte a forma di ancora; lunghezza degli acheni: 2,5 mm;
- pappo: il pappo è formato da una serie di 35-40 setole barbate lunghe 1-3,5 mm. A volte sono presenti solamente alcune minute scaglie.[8]

## Biologia
Impollinazione: tramite insetti (impollinazione entomogama tramite farfalle diurne e notturne).

Riproduzione: la fecondazione avviene fondamentalmente tramite l'impollinazione dei fiori.

Dispersione: i semi cadono a terra e vengono dispersi soprattutto da insetti come formiche (disseminazione mirmecoria). Un altro tipo di dispersione è zoocoria: gli uncini delle brattee dell'involucro (se presenti) si agganciano ai peli degli animali di passaggio che portano così i semi anche su lunghe distanze. Inoltre per merito del pappo il vento può trasportare i semi anche per alcuni chilometri (disseminazione anemocora).

## Distribuzione e habitat
La specie di questa voce è distribuita in Australia.

## Sistematica
La famiglia di appartenenza di questa voce (Asteraceae o Compositae, nomen conservandum) probabilmente originaria del Sud America, è la più numerosa del mondo vegetale, comprende oltre 23.000 specie distribuite su 1.535 generi, oppure 22.750 specie e 1.530 generi secondo altre fonti (una delle checklist più aggiornata elenca fino a 1.679 generi). La famiglia attualmente (2021) è divisa in 16 sottofamiglie; la sottofamiglia Asteroideae è una di queste e rappresenta l'evoluzione più recente di tutta la famiglia.

### Filogenesi
Il genere della specie di questa voce è descritto nella sottotribù Asterinae, una delle quasi 40 sottotribù della tribù Astereae. In base alle ultime ricerche nella tribù sono stati individuati (provvisoriamente) 5 principali lignaggi:
- Basal grade: include alcuni generi isolati, il gruppo "South American-Oceania",  alcune sottotribù africane e il gruppo dei generi legnosi del Madagascar.
- Bellis lineage: comprende le sottotribù eurasiatiche e una sottotribù africana.
- Aster lineage: include i generi asiatici di Asterinae e i principali gruppi dell'Australia e dell'Oceania.
- Baccharis lineage: include alcuni gruppi sudamericani.
- North American lineage: include la vasta gamma di sottotribù del Nordamerica, Messico e alcuni gruppi distribuiti nel Sudamerica.

Il genere  Wollemiaster (insieme alla sottotribù Brachyscominae) è incluso nel Aster lineage i cui caratteri principali sono: la base delle antere sono prive di code e non sono calcarate (speronate); le linee stigmatiche dei bracci dello stilo sono totalmente separate; i due bracci dello stilo hanno una forma breve o allungata da lanceolata a deltoide e possono essere papillosi o ricoperti da ciuffi di peli (all'esterno, mentre all'interno sono glabri). La distribuzione della maggior parte delle specie di questo gruppo è nelle regioni temperate nord e sud.
La sottotribù Brachyscominae comprende oltre trenta generi suddivisi nei seguente gruppi:
- Brachyscome group
- Calotis group
- Vittadinia group
- Elachanthus group
- Incertae sedis
- Olearia Moench sensu stricto
- Unresolved Olearia segregates

 Wollemiaster è incluso nel gruppo "Unresolved Olearia segregates  " insieme ai generi Landerolaria - Neolaria - Phaseolaster- Ephedrides - Muellerolaria - Linealia - Vicinia - Wollemiaster - Spongotrichum. Questi generi recentemente sono stati segregati dal grande genere polifiletico Olearia Moench.
I caratteri distintivi della specie  Wollemiaster cordatus sono:
- il portamento è arbustivo con "indumentum" densamente stipitato-ghiandolare;
- le foglie sono sessili con forme oblunghe e strette e con base ampliata;
- le sinflorescenze si compongono di pochi capolini solitarie terminali e ascellari su rami fogliari.

### Sinonimi
Sono elencati alcuni sinonimi per questa entità:
- Olearia cordata Lander